# روالد دال
روالد دال (بالإنجليزية: Roald Dahl)‏ (13 سبتمبر 1916 - 23 نوفمبر 1990)، هو روائي وكاتب قصص قصيرة وكاتب سيناريو بريطاني.
ولد في ويلز لأبوين نرويجيين. خدم في القوة الجوية الملكية أثناء الحرب العالمية الثانية، وأصبح بعد ذلك طياراً بطلاً. في الأربعينات بدأ بكتابة الروايات، ولاحقاً أصبحت رواياته من أكثر الروايات بيعاً في العالم. تشتمل أعماله الناجحة الأخرى القصص القصيرة التي غالباً ما تختتم بنهايات غير متوقعة، بالإضافة إلى قصص الأطفال الساخرة. من أشهر أعماله: «آل تويت» (The Twits)، و «تشارلي ومصنع الشوكولاتة» (Charlie and the Chocolate Factory)، و «جيمز والخوخ الكبير» (James and the Giant Peach)، و «ماتيلدا» (Matilda)، و «العرافات» (The Witches)، و «المارد الودود الكبير» (The BFG). تحتوي قصص الأطفال التي كتبها روالد دال على صور من رسم كوينتين بليك. استخدمت رواياته وقصصه في العديد من الأفلام السينمائية. يوجد متحف في باكينجهامشير يسمى «متحف ومركز قصص روالد دال» يحتوي على الكثير من أعماله وصوره. من الصعب جدا أن تصنف أدب روالد دال. فهو ليس كاتب أطفال فقط.

## طفولته
هاجر أبوه إلى إنجلترا من النرويج عام 1900. وولد روالد في مقاطعة مقاطعة ويلز عام 1916. توفي الأب بعد مولده بأربع سنوات. كما كان مولعا بالشوكولاتة حتى ظل يحلم بأن يعمل في مصنع شوكولاتة. ومن هنا يمكننا معرفة مصدر قصته الشهيرة تشارلي ومصنع الشوكولاتة.

## دراسته
عندما ألحقته أمه بالمدرسة البريطانية سان بيترز لم يتميز في الدراسة، لكنه كان مولعا بالقراءة خاصة أعمال روديارد كبلينغ ورايدر هجارد.

## عمله
التحق الفتى الراغب في السفر ورؤية العالم بالعمل في شركة شل للنفط وارتحل إلى تنزانيا، وجاءت الحرب العالمية الثانية فالتحق بسلاح الطيران. وسقطت به الطائرة في صحراء ليبيا كلنه نجا بمعجزة ثم ارسل للعمل كملحق جوي في الولايات المتحدة.

## مؤلفاته
قدم روالد قصته الأولى للأطفال في الولايات المتحدة بعنوان الأقزام. بعدها توالت إبداعات دال التي ترجمت إلى 15 لغة، وباعت أكثر من 100 مليون نسخة. ومن أشهر هذه الأعمال:
1. ماتيلدا
2. التمساح العملاق
3. الساحرات
4. العملاق الودود الضخم[17]
5. تشارلي و مصنع الشوكلاتة

من يقرأ أعماله يدرك أن كتاباته في حالة عناق مستمر مع الرسوم الشائقة البسيطة للفنان كوينتين بليك الذي رسم كل كتبه.

## أقوال مأثورة
- أرجوك، أتوسل إليك.. تخلص من جهاز التلفزيون، وضع مكتبة جميلة بدلا منه.[17]
- فتش جيدا في العالم من حولك. لأن معظم الأسرار متوارية في أماكن لا تتوقعها.[17]

## وصلات خارجية
- الموقع الرسمي
- روالد دال على موقع IMDb (الإنجليزية)
- روالد دال على موقع الموسوعة البريطانية (الإنجليزية)
- روالد دال على موقع مونزينجر (الألمانية)
- روالد دال على موقع ألو سيني (الفرنسية)
- روالد دال على موقع ميوزك برينز (الإنجليزية)
- روالد دال على موقع أول موفي (الإنجليزية)
- روالد دال على موقع قاعدة بيانات برودواي على الإنترنت (الإنجليزية)
- روالد دال على موقع قاعدة بيانات الأفلام السويدية (السويدية)
- روالد دال على موقع إن إن دي بي (الإنجليزية)
- روالد دال على موقع أول ميوزيك (الإنجليزية)